# McKenzie Seeds
McKenzie Seeds – компания по упаковке семян, основанная в Брандоне, Манитоба, в 1896 году. Компания перенесла производство за пределы Канады, и на их предприятии в Брандоне работает более 70 человек. Она была основана в 1896 году доктором Альбертом Эдвардом Маккензи и составляет 60% рынка пакетированных семян Канады.
Ее розничное подразделение продает семена под брендами McKenzie, Thompson & Morgan, Gusto Italia и Pike, а также другие товары и аксессуары для садоводства. Через подразделение прямой почтовой рассылки компания управляет каталогами брендов McFayden и McConnell.

## История
В 1945 году 90% акций компании перешли от ее основателя к правительству Манитобы в пользу Брандон-колледжа, предшественника Брандонского университета. Остальные акции были переданы правительству в 1975 году. McKenzie Seeds управлялась как Crown Corporation до 1994 года, после чего была продана компании Regal Greetings and Gifts
В 2002 году компанию купило руководство McKenzie Seeds.
В 2008 году компания Jiffy International AS приобрела McKenzie, а в 2012 году она была приобретена Seed Holdings Inc., но продолжала продавать продукцию под маркой «Jiffy». Бизнес был объединен с Plantation Products, частной садоводческой компанией, базирующейся в Массачусетсе. Компания Plantation Products позже сменила название на Green Garden Products.
В 2021 году компания Central Garden & Pet приобрела Green Garden Products и ее торговые марки Ferry-Morse , American Seed, Livingston Seed, McKenzie, NK Lawn & Garden, Jiffy, SUPERthrive, Dyna-Gro и Seeds of Change.